# 가시마 사커 스타디움역
가시마 축구 스타디움 역(일본어: 鹿島サッカースタジアム駅 카시마삿카스타지아무에키[*])은 일본 이바라키현 가시마시에 있는 철도역이다.
가시마 축구 스타디움에서 축구 경기가 열리는 날만 영업되는 임시승강장이다.

## 타는 곳
| 1 | ■ 오아라이카시마 선 | 신호코타·오아라이·미토 방면                                                                  |
| 2 | ■ 가시마 선         | 가시마 신궁·사와라·나리타·지바·도쿄·시나가와·요코하마 방면 (나리타선·소부 쾌속선·요코스카선) |

## 역세권 정보
- 가시마 스타디움(가시마 앤틀러스 연고지)
- 태평양

## 역사
- 1970년 7월 21일: 기타카시마역(일본어: 北鹿島駅, きたかしまえき)이 화물 전용으로 영업 개시.
- 1994년 3월 12일: 가시마 사커 스타디움 역으로 역 명칭을 변경함, 임시승강장으로 영업 개시.